# Erfolgswert
Der Erfolgswert einer Wählerstimme, die bei einer Wahl für eine Partei abgegeben wird, ist der Quotient aus dem Sitzanteil dieser Partei und dem Stimmenanteil dieser Partei. Der Erfolgswert ist eine Ausprägung der Wahlgleichheit bei Verhältniswahl.
Die Erfolgswerte der Wählerstimmen führen zu einem Gütekriterium für Sitzzuteilungsverfahren, das die Gesamtheit aller Wähler und Wählerinnen in den Blick nimmt. Andere Kriterien zielen auf andere Gesamtheiten, etwa auf alle Mandatsträger oder auf alle Parteien.

## Berechnung
Die Berechnungsformel lautet:
{\displaystyle {\text{Erfolgswert einer Wählerstimme für Partei }}P={\frac {{\text{Sitzanteil von Partei }}P}{{\text{Stimmenanteil von Partei }}P}}}
Der Erfolgswert einer Wählerstimme ist ein Maß für den Einfluss einer Wählerstimme auf die Zusammensetzung des zu wählenden Gremiums. Der hundertprozentige, ideale Erfolgswert Eins wird genau dann erreicht, wenn der Sitzanteil der Partei gleich ihrem Stimmenanteil ist.
Ein eng verwandter Begriff, der mit Anzahlen statt mit Anteilen operiert, ist der Erfolgsanteil einer Wählerstimme:
{\displaystyle {\text{Erfolgsanteil einer Wählerstimme für Partei }}P={\frac {{\text{Sitzzahl für Partei }}P}{{\text{Stimmenzahl für Partei }}P}}}
Da Stimmenzahlen oft in die Tausende gehen, sind Erfolgsanteile kleine Werte.  Sie sind unhandlich und lassen zudem nicht erkennen, was einen ganzen, hundertprozentigen Erfolg ausmacht. Denn der Erfolg der auf Partei {\displaystyle P} entfallenden Sitze klärt sich erst mit Blick auf die Gesamtzahl aller verfügbaren Sitze. Ebenso ist jede Wählerstimme Teil der Gesamtzahl aller Wählerstimmen, die in die Sitzzuteilung eingehen. Die Bezüge auf die Gesamtheiten aller verfügbaren Sitze und aller zuteilungsberechtigten Wählerstimmen werden vom Begriff Erfolgswert aufgenommen, nicht dagegen vom Begriff Erfolgsanteil.